# Serie A Silver 2024-2025 (pallamano maschile)
La Serie A Silver 2024-2025 è stata la 55ª edizione del torneo di seconda divisione del campionato italiano di pallamano maschile e si svolge dal 21 settembre 2024 al 31 maggio 2025.
A vincere il campionato è stato il Trieste, che torna in Serie A Gold dopo solo un anno di assenza. L'altra squadra promossa è il Cologne, che ha vinto i playoff in finale contro Belluno e torna in massima serie dopo cinque anni.
A retrocedere in Serie B è il Mascalucia, che ha perso la finale playout contro l'Haenna, che centra la salvezza.

## Stagione

### Iscrizioni e ufficialità
Il 18 luglio a seguito del Consiglio Federale, vengono ufficializzate le compagini che prendono parte al campionato: si registra la rinuncia del San Lazzaro che viene compensata con il reintegro del Mascalucia.

### Calendario e orari di gioco
Il 25 luglio viene pubblicato il calendario 2024-25. L'inizio della regular season è il 21 settembre, il termine il 5 aprile 2025. Dal 26 aprile al 31 maggio sono previsti semifinali e finali di playoff Scudetto e playout retrocessione. Le gare sono previste il sabato pomeriggio.

## Formula del torneo

### Stagione regolare
Il campionato si svolge tra 12 squadre che si affrontarono con la formula del girone unico all'italiana con partite di andata e ritorno.
Per ogni incontro i punti assegnati in classifica sono così determinati:
- due punti per la squadra che vinca l'incontro;
- un punto per il pareggio;
- zero punti per la squadra che perda l'incontro.

Al termine della stagione regolare la prima classificata viene promossa.
Le squadre classificate dal 2º al 5º posto si qualificano per i playoff promozione.
Le squadre classificate dal 9º e al 12º si qualificano per i playout retrocessione. 
La squadra del Campus Italia non partecipa in ogni caso ai play-off promozione, ai play-out retrocessione né retrocede, e viene automaticamente inquadrata direttamente in A Silver 2025/26.

### Playoff promozione
Le squadre classificate dal 2° all’5º posto al termine della fase regolare partecipano ai play-off 
promozione, che si disputano con la formula ad eliminazione diretta di quarti di finale e semifinali 
al meglio di due gare su tre (la terza gara si disputa nel caso le prime due siano terminate con una 
vittoria per parte o con due pareggi, a prescindere dai risultati dei singoli incontri). 
La seconda e terza gara nei quarti di finale e semifinali si disputano in casa della squadra meglio 
classificata al termine della fase regolare.

### Playout retrocessione
Le squadre classificate dal 9º e 12º posto al termine della fase regolare partecipano ai play-out 
retrocessione, che si disputano con la formula ad eliminazione diretta al meglio di due gare su tre.

### Verdetti
Al termine del campionato a seconda dei risultati ottenuti, vengono emessi i seguenti verdetti:
- prima classificata: promossa in Serie A Gold;
- vincitrice dei playoff: promossa in Serie A Gold
- perdente dei playout: retrocessa in A Bronze;

## Squadre partecipanti
| Squadra        | Città                   | Allenatore                                     | Palasport                             | Stagione precedente        |
| -------------- | ----------------------- | ---------------------------------------------- | ------------------------------------- | -------------------------- |
| Belluno        | Belluno                 | Filiberto Kokuca                               | Spes Arena                            | 2º posto in Serie A Bronze |
| Bologna United | Bologna                 | Gennaro Di Matteo                              | Palestra "P. Impastato" (Valsamoggia) | 1º posto in Serie A Bronze |
| Campus Italia  | Chieti                  | Settimio Massotti                              | Centro Tecnico Federale               | 10º posto                  |
| Carpi          | Carpi (MO)              | Marco Agazzani (1ª-20ª) Davide Serafini (21ª-) | PalaVallauri                          | 14º posto in Serie A Gold  |
| Cologne        | Cologne (BS)            | Davide Campana                                 | PalaDante                             | 6º posto                   |
| Haenna         | Enna                    | Mario Gulino                                   | Pala Enna Bassa                       | 7º posto                   |
| Lanzara        | Castel San Giorgio (SA) | José Villanueva (1ª-6ª) Pietro Russo (7ª-)     | PalaPalumbo (Salerno)                 | 8º posto                   |
| Mascalucia     | Mascalucia (CT)         | Massimo Randis                                 | PalaWagner                            | 4º posto in Serie A Bronze |
| Molteno        | Molteno (LC)            | Danilo Gagliardi                               | Pala San Giorgio                      | 4º posto                   |
| Romagna        | Imola (BO)              | Mariano Ortega                                 | PalaCavina PalaCattani (Faenza)       | 5º posto                   |
| Trieste        | Trieste                 | Andrea Carpanese                               | PalaChiarbola                         | 12º posto in Serie A Gold  |
| Verdeazzurro   | Sassari                 | Patrizia Canu                                  | PalaSantoru                           | 9º posto                   |

## Risultati
| Andata       | Andata | 1ª/12ª giornata        | Ritorno | Ritorno    |
|              |        |                        |         |            |
| 21 settembre | 33-31  | Haenna - Mascalucia    | 29-28   | 11 gennaio |
| 21 settembre | 33-37  | Verdeazzurro - Romagna | 25-28   | 11 gennaio |
| 22 set.      | 29-32  | Molteno - Trieste      | 25-29   | 11 gennaio |
| 21 settembre | 23-23  | Lanzara - Belluno      | 25-24   | 11 gennaio |
| 21 settembre | 31-32  | Bologna Utd - Campus   | 35-25   | 11 gennaio |
| 21 settembre | 19-20  | Cologne - Carpi        | 29-29   | 11 gennaio |

| Andata       | Andata | 2ª/13ª giornata       | Ritorno | Ritorno    |
|              |        |                       |         |            |
| 28 settembre | 34-29  | Romagna - Haenna      | 25-24   | 18 gennaio |
| 28 settembre | 30-33  | Mascalucia - Molteno  | 24-35   | 18 gennaio |
| 28 settembre | 30-29  | Campus - Lanzara      | 37-41   | 18 gennaio |
| 28 settembre | 19-19  | Belluno - Cologne     | 30-28   | 18 gennaio |
| 28 settembre | 32-24  | Carpi - Verdeazzurro  | 33-36   | 18 gennaio |
| 28 settembre | 23-21  | Trieste - Bologna Utd | 23-21   | 18 gennaio |

| Andata    | Andata | 3ª/14ª giornata          | Ritorno | Ritorno    |
|           |        |                          |         |            |
| 5 ottobre | 33-28  | Cologne - Lanzara        | 27-27   | 25 gennaio |
| 5 ottobre | 26-26  | Haenna - Carpi           | 22-30   | 25 gennaio |
| 5 ottobre | 24-19  | Molteno - Romagna        | 26-22   | 25 gennaio |
| 5 ottobre | 27-28  | Verdeazzurro - Belluno   | 22-21   | 25 gennaio |
| 5 ottobre | 30-20  | Bologna Utd - Mascalucia | 32-26   | 25 gennaio |
| 5 ottobre | 33-19  | Trieste - Campus         | 29-18   | 25 gennaio |

| Andata     | Andata | 4ª/15ª giornata        | Ritorno | Ritorno    |
|            |        |                        |         |            |
| 12 ottobre | 28-27  | Romagna - Bologna Utd  | 31-31   | 1 febbraio |
| 12 ottobre | 21-27  | Mascalucia - Trieste   | 23-29   | 1 febbraio |
| 12 ottobre | 30-32  | Campus - Cologne       | 35-40   | 1 febbraio |
| 12 ottobre | 25-20  | Belluno - Haenna       | 21-29   | 1 febbraio |
| 12 ottobre | 27-30  | Lanzara - Verdeazzurro | 25-38   | 1 febbraio |
| 12 ottobre | 20-29  | Carpi - Molteno        | 23-27   | 1 febbraio |

| Andata     | Andata | 5ª/16ª giornata        | Ritorno | Ritorno    |
|            |        |                        |         |            |
| 19 ottobre | 35-26  | Haenna - Lanzara       | 29-38   | 8 febbraio |
| 19 ottobre | 31-22  | Verdeazzurro - Cologne | 31-33   | 8 febbraio |
| 9 nov.     | 28-28  | Bologna Utd - Carpi    | 21-26   | 8 febbraio |
| 19 ottobre | 23-24  | Molteno - Belluno      | 22-18   | 9 feb.     |
| 19 ottobre | 27-25  | Mascalucia - Campus    | 27-23   | 8 febbraio |
| 19 ottobre | 24-20  | Trieste - Romagna      | 28-25   | 8 febbraio |

| Andata     | Andata | 6ª/17ª giornata       | Ritorno | Ritorno     |
|            |        |                       |         |             |
| 26 ott.    | 25-31  | Belluno - Bologna Utd | 18-26   | 15 febbraio |
| 27 ott.    | 32-31  | Lanzara - Molteno     | 26-38   | 15 febbraio |
| 26 ottobre | 31-30  | Campus - Verdeazzurro | 34-33   | 16 feb.     |
| 26 ottobre | 22-30  | Cologne - Haenna      | 33-28   | 15 febbraio |
| 26 ottobre | 26-28  | Carpi - Trieste       | 19-20   | 15 febbraio |
| 26 ottobre | 30-18  | Romagna - Mascalucia  | 22-24   | 15 febbraio |

| Andata      | Andata | 7ª/18ª giornata       | Ritorno | Ritorno     |
|             |        |                       |         |             |
| 16 novembre | 31-32  | Haenna - Verdeazzurro | 31-30   | 22 febbraio |
| 16 novembre | 26-21  | Molteno - Cologne     | 37-33   | 22 febbraio |
| 16 novembre | 33-31  | Bologna Utd - Lanzara | 25-24   | 22 febbraio |
| 16 novembre | 36-24  | Trieste - Belluno     | 17-17   | 22 febbraio |
| 16 novembre | 26-21  | Mascalucia - Carpi    | 27-35   | 22 febbraio |
| 16 novembre | 28-31  | Romagna - Campus      | 35-24   | 22 febbraio |

| Andata      | Andata | 8ª/19ª giornata        | Ritorno | Ritorno |
|             |        |                        |         |         |
| 23 novembre | 28-29  | Cologne - Bologna Utd  | 28-25   | 8 marzo |
| 23 novembre | 28-28  | Lanzara - Trieste      | 23-25   | 8 marzo |
| 23 novembre | 42-34  | Campus - Haenna        | 18-20   | 8 marzo |
| 23 novembre | 34-24  | Belluno - Mascalucia   | 30-27   | 8 marzo |
| 23 novembre | 32-27  | Carpi - Romagna        | 22-22   | 8 marzo |
| 23 novembre | 25-25  | Verdeazzurro - Molteno | 33-36   | 8 marzo |

| Andata      | Andata | 9ª/20ª giornata            | Ritorno | Ritorno  |
|             |        |                            |         |          |
| 30 novembre | 25-37  | Mascalucia - Lanzara       | 25-37   | 22 marzo |
| 30 novembre | 24-25  | Romagna - Belluno          | 29-31   | 22 marzo |
| 30 novembre | 25-20  | Bologna Utd - Verdeazzurro | 29-34   | 22 marzo |
| 30 novembre | 32-23  | Molteno - Haenna           | 29-30   | 22 marzo |
| 30 novembre | 29-26  | Carpi - Campus             | 23-24   | 22 marzo |
| 30 novembre | 24-24  | Trieste - Cologne          | 31-33   | 22 marzo |

| Andata     | Andata | 10ª/21ª giornata       | Ritorno | Ritorno  |
|            |        |                        |         |          |
| 7 dicembre | 21-30  | Verdeazzurro - Trieste | 27-42   | 29 marzo |
| 7 dicembre | 33-26  | Lanzara - Romagna      | 23-24   | 29 marzo |
| 7 dicembre | 33-22  | Molteno - Campus       | 40-35   | 29 marzo |
| 7 dicembre | 26-28  | Haenna - Bologna Utd   | 23-30   | 29 marzo |
| 21 dic.    | 27-23  | Belluno - Carpi        | 30-31   | 29 marzo |
| 7 dic.     | 33-23  | Cologne - Mascalucia   | 28-25   | 29 marzo |

| Andata      | Andata | 11ª/22ª giornata          | Ritorno | Ritorno  |
|             |        |                           |         |          |
| 14 dicembre | 31-28  | Carpi - Lanzara           | 26-28   | 5 aprile |
| 14 dicembre | 25-25  | Romagna - Cologne         | 25-31   | 5 aprile |
| 14 dicembre | 28-34  | Campus - Belluno          | 29-32   | 5 aprile |
| 14 dicembre | 30-29  | Mascalucia - Verdeazzurro | 29-39   | 6 aprile |
| 14 dicembre | 27-26  | Bologna Utd - Molteno     | 31-30   | 5 aprile |
| 14 dicembre | 44-20  | Trieste - Haenna          | 30-31   | 5 aprile |

## Classifica
Fonte: sito ufficiale federhandball.
|  | Pos. | Squadra        | Pt | G  | V  | N | S  | GF  | GS  | D    |
|  | ---- | -------------- | -- | -- | -- | - | -- | --- | --- | ---- |
|  | 1.   | Trieste        | 37 | 22 | 17 | 3 | 2  | 632 | 515 | +117 |
|  | 2.   | Molteno        | 29 | 22 | 14 | 1 | 7  | 656 | 579 | +77  |
|  | 3.   | Bologna United | 28 | 22 | 13 | 2 | 7  | 616 | 575 | +41  |
|  | 4.   | Belluno        | 25 | 22 | 11 | 3 | 8  | 560 | 563 | -3   |
|  | 5.   | Cologne        | 25 | 22 | 10 | 5 | 7  | 621 | 608 | +13  |
|  | 6.   | Carpi          | 22 | 22 | 9  | 4 | 9  | 585 | 574 | +11  |
|  | 7.   | Romagna        | 19 | 22 | 8  | 3 | 11 | 586 | 590 | -4   |
|  | 8.   | Lanzara        | 19 | 22 | 8  | 3 | 11 | 632 | 640 | +2   |
|  | 9.   | Haenna         | 19 | 22 | 9  | 1 | 12 | 603 | 654 | -51  |
|  | 10.  | Verdeazzurro   | 17 | 22 | 8  | 1 | 13 | 647 | 662 | -15  |
|  | 11.  | Campus Italia  | 14 | 22 | 7  | 0 | 15 | 618 | 695 | -77  |
|  | 12.  | Mascalucia     | 10 | 22 | 5  | 0 | 17 | 560 | 671 | -111 |

Legenda:
      Promossa in Serie A Gold;
      Ammessi ai play-off promozione;
      Ammessi ai play-out retrocessione;
Note:
Il Campus Italia è da considerare fuori classifica.

## Spareggi

### Playoff

#### Tabellone
|  | Semifinali       | Semifinali       | Semifinali       | Semifinali | Semifinali |  |  | Finale    | Finale    | Finale    | Finale | Finale |  |
|  |                  |                  |                  |            |            |  |  |           |           |           |        |        |  |
|  | 2 Molteno        | 2 Molteno        | 33               | 31         | 26         |  |  |           |           |           |        |        |  |
|  | 5 Cologne        | 5 Cologne        | 20               | 32         | 29         |  |  | 5 Cologne | 5 Cologne | 5 Cologne | 28     | 34     |  |
|  | 3 Bologna United | 3 Bologna United | 3 Bologna United | 26         | 23         |  |  | 4 Belluno | 4 Belluno | 4 Belluno | 25     | 26     |  |
|  | 4 Belluno        | 4 Belluno        | 4 Belluno        | 27         | 23         |  |  |           |           |           |        |        |  |

##### Semifinali
| Arbitri: | G. Merisi (Gallarate) A. Pepe (Sassari) |

|           |           |            |
| Garroni 8 | Marcatori | Knežević 6 |

| Arbitri: | M. Carrino S. Pellegrino (Napoli) |

|                  |           |                |
| Rossi, Somogyi 6 | Marcatori | De San Roque 8 |

| Arbitri: | G. Fato L. Guarini (Fasano) |

|            |           |            |
| Bonanomi 5 | Marcatori | Perletti 8 |

| Arbitri: | M. Bassan A. Bernardelle (Vicenza) |

|         |           |               |
| López 5 | Marcatori | 4 giocatori 6 |

| Arbitri: | G. Fasano A. Lorusso (Fasano) |

|            |           |         |
| Argentin 7 | Marcatori | López 6 |

##### Finale
| Arbitri: | M. Di Domenico L. Fornasier (Merano) |

|                 |           |             |
| tre giocatori 5 | Marcatori | Knežević 11 |

| Arbitri: | M. Bassan A. Bernardelle (Vicenza) |

|             |           |            |
| Knežević 15 | Marcatori | Argentin 9 |

### Playout

#### Tabellone
|  | Semifinali      | Semifinali      | Semifinali      | Semifinali | Semifinali |  |  | Finale        | Finale        | Finale | Finale | Finale |  |
|  |                 |                 |                 |            |            |  |  |               |               |        |        |        |  |
|  | 8 Lanzara       | 8 Lanzara       | 8 Lanzara       | 36         | 28         |  |  |               |               |        |        |        |  |
|  | 12 Mascalucia   | 12 Mascalucia   | 12 Mascalucia   | 22         | 25         |  |  | 12 Mascalucia | 12 Mascalucia | 26     | 29     | 31     |  |
|  | 9 Haenna        | 9 Haenna        | 9 Haenna        | 32         | 23         |  |  | 9 Haenna      | 9 Haenna      | 29     | 25     | 38     |  |
|  | 10 Verdeazzurro | 10 Verdeazzurro | 10 Verdeazzurro | 32         | 24         |  |  |               |               |        |        |        |  |

##### Semifinali
| Arbitri: | G. Fasano A. Lorusso (Fasano) |

|         |           |           |
| Arena 9 | Marcatori | Pereyra 9 |

| Arbitri: | M. Anastasio M. Zappaterreno (Roma) |

|           |           |           |
| Zungri 10 | Marcatori | Bernert 7 |

| Arbitri: | M. Carrino S. Pellegrino (Napoli) |

|          |           |          |
| Meier 10 | Marcatori | Sousa 17 |

| Arbitri: | S. Prandi (Leno) S. Pipitone (Alcamo) |

|         |           |          |
| Sousa 7 | Marcatori | Florio 8 |

##### Finale
| Arbitri: | G. Fato L. Guarini (Fasano) |

|           |           |          |
| Mazzone 8 | Marcatori | Zungri 9 |

| Arbitri: | F. Simone P. Monitillo (Altamura) |

|            |           |         |
| Costanzo 9 | Marcatori | Rosso 6 |

| Arbitri: | C. Cardone L. Cardone (Napoli) |

|             |           |            |
| Pignataro 7 | Marcatori | Pereyra 10 |

## Statistiche

### Squadre

#### Capoliste solitarie
|    | —— | ——      | —— | —— | —— | —— | —— | —— | ——  | ——  | ——  | ——  | ——  | ——  | ——  | ——  | ——  | ——  | ——  | ——  | ——  | —— |  |
|    |    | Trieste |    |    |    |    |    |    |     |     |     |     |     |     |     |     |     |     |     |     |     |    |  |
|    |    |         |    |    |    |    |    |    |     |     |     |     |     |     |     |     |     |     |     |     |     |    |  |
|    |    |         |    |    |    |    |    |    |     |     |     |     |     |     |     |     |     |     |     |     |     |    |  |
| 1ª | 2ª | 3ª      | 4ª | 5ª | 6ª | 7ª | 8ª | 9ª | 10ª | 11ª | 12ª | 13ª | 14ª | 15ª | 16ª | 17ª | 18ª | 19ª | 20ª | 21ª | 22ª |    |  |

#### Classifica in divenire
|              | 1ª | 2ª | 3ª | 4ª | 5ª | 6ª | 7ª | 8ª | 9ª | 10ª | 11ª | 12ª | 13ª | 14ª | 15ª | 17ª | 16ª | 18ª | 19ª | 20ª | 21ª | 22ª |
| ------------ | -- | -- | -- | -- | -- | -- | -- | -- | -- | --- | --- | --- | --- | --- | --- | --- | --- | --- | --- | --- | --- | --- |
| Belluno      | 1  | 2  | 4  | 6  | 8  | 8  | 8  | 10 | 12 | 12* | 14  | 16* | 18  | 18  | 18  | 18  | 18  | 19  | 21  | 23  | 23  | 25  |
| Bologna Utd  | 0  | 0  | 2  | 2  | 2* | 4  | 7* | 9  | 11 | 13  | 15  | 17  | 17  | 19  | 20  | 20  | 22  | 24  | 24  | 24  | 26  | 28  |
| Campus       | 2  | 4  | 4  | 4  | 4  | 6  | 8  | 10 | 10 | 10  | 10  | 10  | 10  | 10  | 10  | 10  | 12  | 12  | 12  | 14  | 14  | 14  |
| Carpi        | 2  | 4  | 5  | 5  | 5* | 5  | 6* | 8  | 10 | 10  | 12  | 13  | 13  | 15  | 15  | 17  | 17  | 19  | 20  | 22  | 22  | 22  |
| Cologne      | 0  | 1  | 3  | 5  | 5  | 5  | 5  | 5  | 6  | 8   | 9   | 10  | 10  | 11  | 13  | 15  | 17  | 17  | 19  | 21  | 23  | 25  |
| Haenna       | 2  | 2  | 3  | 3  | 5  | 7  | 7  | 7  | 7  | 7   | 7   | 9   | 9   | 9   | 11  | 11  | 11  | 13  | 15  | 17  | 17  | 19  |
| Lanzara      | 1  | 1  | 1  | 1  | 1  | 3  | 3  | 4  | 6  | 8   | 8   | 10  | 12  | 13  | 13  | 15  | 15  | 15  | 15  | 17  | 17  | 19  |
| Mascalucia   | 0  | 0  | 0  | 0  | 2  | 2  | 4  | 4  | 4  | 4   | 6   | 6   | 6   | 6   | 6   | 8   | 10  | 10  | 10  | 10  | 10  | 10  |
| Molteno      | 0  | 2  | 4  | 6  | 6  | 6  | 8  | 9  | 11 | 13  | 13  | 13  | 15  | 17  | 19  | 21  | 23  | 25  | 27  | 27  | 29  | 29  |
| Romagna      | 2  | 4  | 4  | 6  | 6  | 8  | 8  | 8  | 8  | 8   | 9   | 11  | 13  | 13  | 14  | 14  | 14  | 16  | 17  | 17  | 19  | 19  |
| Trieste      | 2  | 4  | 6  | 8  | 10 | 12 | 14 | 15 | 16 | 18  | 20  | 22  | 24  | 26  | 28  | 30  | 32  | 33  | 35  | 35  | 37  | 37  |
| Verdeazzurro | 0  | 0  | 0  | 2  | 4  | 4  | 6  | 7  | 7  | 7   | 7   | 7   | 9   | 11  | 13  | 13  | 13  | 13  | 13  | 15  | 15  | 17  |

NOTA: l'asterisco indica che l'incontro è stato rinviato o sospeso ed è presente sia in corrispondenza del turno rinviato sia in corrispondenza del turno immediatamente successivo al recupero: esso serve a segnalare che, nella stessa giornata successiva al recupero, la formazione vincente dispone di un punteggio maggiore. L'asterisco non compare con la squadra che esce sconfitta dal recupero (né in corrispondenza del rinvio, né per il recupero stesso), invece è da usare con entrambe le squadre se il recupero termina con un pareggio: in caso di pareggio o vittoria nella partita del recupero, può comportare un incremento potenziale "anomalo" (cioè superiore ai 2 punti) nella giornata seguente dove il punteggio terrà conto di entrambe le partite (quella recuperata nel turno precedente e quella regolarmente giocata nel turno successivo: pareggio-pareggio = 2 punti; pareggio-vittoria o vittoria-pareggio = 3 punti; vittoria-vittoria = 4 punti).

#### Classifiche di rendimento

##### Rendimento andata-ritorno
| Andata       | Andata | Ritorno      | Ritorno |
|              |        |              |         |
| Trieste      | 20     | Trieste      | 17      |
| Belluno      | 16     | Molteno      | 16      |
| Bologna Utd  | 15     | Cologne      | 16      |
| Molteno      | 13     | Bologna Utd  | 13      |
| Carpi        | 12     | Haenna       | 12      |
| Campus       | 10     | Lanzara      | 11      |
| Romagna      | 9      | Verdeazzurro | 11      |
| Cologne      | 9      | Carpi        | 10      |
| Lanzara      | 8      | Romagna      | 10      |
| Haenna       | 7      | Belluno      | 9       |
| Verdeazzurro | 7      | Mascalucia   | 4       |
| Mascalucia   | 6      | Campus       | 4       |

##### Rendimento casa-trasferta
| Casa         | Casa | Trasferta    | Trasferta |
|              |      |              |           |
| Trieste      | 21   | Trieste      | 16        |
| Carpi        | 17   | Bologna Utd  | 16        |
| Molteno      | 16   | Belluno      | 13        |
| Lanzara      | 15   | Molteno      | 13        |
| Haenna       | 13   | Cologne      | 13        |
| Romagna      | 12   | Romagna      | 7         |
| Bologna Utd  | 12   | Verdeazzurro | 6         |
| Cologne      | 12   | Campus       | 6         |
| Belluno      | 12   | Haenna       | 6         |
| Verdeazzurro | 11   | Carpi        | 5         |
| Mascalucia   | 8    | Lanzara      | 4         |
| Campus       | 8    | Mascalucia   | 2         |

#### Primati stagionali
Squadre
- Maggior numero di vittorie: Trieste (17)
- Maggior numero di pareggi: Cologne (5)
- Maggior numero di sconfitte: Mascalucia (17)
- Minor numero di vittorie: Mascalucia (5)
- Minor numero di pareggi: Campus, Mascalucia (0)
- Minor numero di sconfitte: Trieste (2)
- Miglior attacco: Molteno (656 gol fatti)
- Peggior attacco: Mascalucia, Belluno (560 gol fatti)
- Miglior difesa: Trieste (515 gol subiti)
- Peggior difesa: Campus Italia (695 gol subiti)
- Miglior differenza reti: Trieste (+117)
- Peggior differenza reti: Mascalucia (-111)
- Miglior serie positiva: Trieste (19, 1ª-19ª giornata)
- Peggior serie negativa: Campus Italia (8, 9ª-16ª giornata)

Partite
- Più gol: Lanzara-Campus Italia 41-37 (78, 13ª giornata)
- Meno gol: Belluno-Trieste 17-17 (34, 18ª giornata)
- Maggior scarto di gol: Trieste-Haenna 44-20 (24, 11ª giornata)
- Maggior numero di reti in una giornata: 361 (22ª giornata)

### Giocatori

#### Classifica marcatori
| Gol |  |  | Giocatore           | Squadra       |
| --- |  |  | ------------------- | ------------- |
| 165 |  |  | João Sousa          | Verdeazzurro  |
| 163 |  |  | Vincenzo Florio     | Haenna        |
| 151 |  |  | Raúl Jover          | Trieste       |
| 149 |  |  | Andrea Argentin     | Belluno       |
| 146 |  |  | Bálint Somogyi      | Cologne       |
| 129 |  |  | Nahuel Pereyra      | Mascalucia    |
| 129 |  |  | Naveesha Yatawarage | Campus Italia |
| 117 |  |  | Luigi Bianco        | Verdeazzurro  |
| 116 |  |  | Augusto Drudi       | Bologna Utd   |
| 112 |  |  | Ignacio Lopez       | Bologna Utd   |
| 109 |  |  | Marko Knežević      | Cologne       |